# Harpachne bogdanii
Harpachne bogdanii är en gräsart som beskrevs av Kenn.-o'byrne. Harpachne bogdanii ingår i släktet Harpachne och familjen gräs. Inga underarter finns listade i Catalogue of Life.